# 董志常
董志常（1915年—1984年），男，湖北大悟人，中华人民共和国军事人物，中国人民解放军少将，曾任中国人民解放军总后勤部司令部顾问。